# Ким Джи Ён, 1982 года рождения (фильм)
«Ким Джи Ён, 1982 года рождения» (кор. 82년생 김지영, нр. 82 Nyeonsaeng Kimjiyoung) — южнокорейский фильм 2019 года режиссёра Ким До Ён. Экранизация одноимённого романа 2016 года.

## Сюжет
Ким Джи Ён — обычная женщина. Она следовала всему, что требовало от неё общество: окончила школу, устроилась на работу, вышла замуж, родила. Однажды Джи Ён начинает терять саму себя и примерять личины других людей.

## В ролях

### В главных ролях
- Чон Юми — Ким Джи Ён
- Кон Ю — Чон Дэ Хён

### Второстепенный состав
- Ким Ми Гён — Ми Сук (мать Джи Ён)
- Гон Мин Джон — Ким Ын Ян (старшая сестра Джи Ён)
- Пак Сон Ён — Ким Ын Силь (начальница)
- Ли Бон Нён — Хе Су (коллега Джи Ён)
- Ким Сон Чхоль — Ким Дже Сок (младший брат Джи Ён)
- Ли Оль — Ён Су (отец Джи Ён)
- Ким Ми Гён — мать Дэ Хёна
- Сон Сон Чхан — отец Дэ Хёна
- Кан Э Сим — бабушка Джи Ён по отцовской линии
- Юн Са Бон — Су Хён (сестра Дэ Хёна)
- Ким Ха Ён — 12-летняя Джи Ён
- Пак Сэ Хён — Джи Ён в подростковом возрасте
- Ким Джон Ён — психиатр
- Чон Гук Хян — тётя Джи Ён
- Е Су Джон — бабушка Джи Ён по материнской линии
- Ём Хе Ран — женщина с шарфом

## Производство

### Разработка
Для актрисы Ким До Ён это первый полнометражный фильм в качестве режиссёра.

### Кастинг
12 сентября 2018 было объявлено, что главную роль сыграет Чон Юми. 17 октября появились новости, что Гон Ю сыграет мужа Джи Ён. Для актёров это третий совместный фильм после «Сурового испытания» (2011) и «Поезда в Пусан» (2016).

### Съёмки
Съёмки проходили с 21 января по апрель 2019 года.

## Релиз
Премьера в Южной Корее состоялась 23 октября 2019 года. В первую неделю проката фильм занимал первое место по кассовым сборам. За 18 дней его посмотрело свыше 3 миллионов зрителей.
Права на показ были проданы в 37 стран, включая Тайвань, Австралию, Гонконг, Вьетнам, Малайзию и Сингапур.

## Влияние
Согласно исследованию Национальной библиотеки Кореи, роман «Ким Джи Ён, 1982 года рождения» стал самым востребованным романом в Южной Корее в 2019 году, второй год подряд. В основном книгу брали женщины в возрасте 40 лет, а после выхода фильма в октябре количество запросов увеличилось на 43 %.

## Приём
Группы антифеминистов пытались обращаться к правительству с требованием запретить показ фильма.
На популярном портале Naver ряд зрителей ставили низкую оценку фильму ещё до официального выхода на экраны. Во время второй недели проката средний балл составлял 6,6 из 10. Женщины давали фильму в среднем 9,51 балла, тогда как мужчины всего 2,72 балла.
Согласно Korean Film Council, «лента получила сильные рецензии и чрезвычайно положительные отзывы от преимущественно (примерно 68 %, согласно порталу Naver) женской аудитории».

## Награды
| Год  | Награда                                   | Категория                    | Получатель                       | Результат |
| ---- | ----------------------------------------- | ---------------------------- | -------------------------------- | --------- |
| 2019 | Women In Film Korea Festival              | Лучшая актриса               | Чон Юми                          | Победа    |
| 2019 | Hong Kong Asian Film Festival             | Cineaste Delights            | «Ким Джи Ён, 1982 года рождения» | Победа    |
| 2020 | Большой колокол                           | Лучшая актриса               | Чон Юми                          | Победа    |
| 2020 | Большой колокол                           | Лучший новый режиссёр        | Ким До Ён                        | Номинация |
| 2020 | Большой колокол                           | Лучшее планирование          | Мо Иль Ён                        | Номинация |
| 2020 | Chunsa Film Art Awards                    | Лучшая актриса               | Чон Юми                          | Номинация |
| 2020 | Chunsa Film Art Awards                    | Лучшая актриса второго плана | Ким Ми Гён                       | Победа    |
| 2020 | Chunsa Film Art Awards                    | Лучший новый режиссёр        | Ким До Ён                        | Победа    |
| 2020 | Baeksang Arts Awards                      | Лучший фильм                 | «Ким Джи Ён, 1982 года рождения» | Номинация |
| 2020 | Baeksang Arts Awards                      | Лучшая актриса               | Ким До Ён                        | Номинация |
| 2020 | Baeksang Arts Awards                      | Лучшая актриса второго плана | Ким Ми Гён                       | Номинация |
| 2020 | Baeksang Arts Awards                      | Лучший новый режиссёр        | Ким До Ён                        | Победа    |
| 2020 | Buil Film Awards                          | Лучший режиссёр              | Ким До Ён                        | Номинация |
| 2020 | Buil Film Awards                          | Лучшая актриса               | Чон Юми                          | Победа    |
| 2020 | Азиатская кинопремия                      | Лучшая актриса               | Чон Юми                          | Номинация |
| 2020 | Korean Association of Film Critics Awards | Лучшая актриса               | Чон Юми                          | Победа    |
| 2020 | Korean Association of Film Critics Awards | Лучшая актриса второго плана | Ким Ми Гён                       | Победа    |
| 2020 | Голубой дракон                            | Лучший фильм                 | «Ким Джи Ён, 1982 года рождения» | Номинация |
| 2020 | Голубой дракон                            | Лучшая актриса               | Чон Юми                          | Номинация |
| 2020 | Голубой дракон                            | Popular Star Award           | Чон Юми                          | Победа    |
| 2020 | Голубой дракон                            | Лучшая актриса второго плана | Ким Ми Гён                       | Номинация |
| 2020 | Голубой дракон                            | Лучший новый режиссёр        | Ким До Ён                        | Номинация |
| 2020 | Голубой дракон                            | Лучший сценарий              | «Ким Джи Ён, 1982 года рождения» | Номинация |
| 2020 | Голубой дракон                            | Лучший монтаж                | «Ким Джи Ён, 1982 года рождения» | Номинация |